# Mouthoumet
Mouthoumet (okzitanisch Motomet) ist eine französische Gemeinde mit 115 Einwohnern (Stand 1. Januar 2022) im Département Aude in der Region Okzitanien. Sie gehört zum Arrondissement Narbonne und zum Kanton Les Corbières.

## Geographie
Die Gemeinde liegt im Bergland der Haute Corbières, rund 60 Kilometer südwestlich von Narbonne und 70 Kilometer südöstlich von Carcassonne, auf einem Felsplateau, das auch Massif de Mouthoumet genannt wird. Das Gemeindegebiet ist Teil des Regionalen Naturparks Corbières-Fenouillèdes. Nachbargemeinden sind Vignevieille im Norden, Termes im Nordosten, Laroque-de-Fa im Osten und Süden, Auriac im Südwesten, Lanet im Westen sowie Salza im Nordwesten.
Der Ort selbst liegt etwa im Zentrum der Gemeinde, auf einer Anhöhe, so dass der westliche Teil des Gemeindegebietes in nordwestlicher Richtung entwässert und der östliche Teil in nordöstlicher Richtung. Es handelt sich dabei um eine Vielzahl kleiner Bäche, die aber schließlich alle vom Fluss Orbieu gesammelt und zur Aude weiter geleitet werden.

### Verkehrsanbindung
Die Gemeinde liegt abseits überregionaler Verkehrswege. Die einzige regionale Verkehrsanbindung erfolgt durch die Départementsstraße D613, die von Narbonne nach Cuiza führt.

## Bevölkerungsentwicklung
| Jahr      | 1968 | 1975 | 1982 | 1990 | 1999 | 2009 | 2016 |
| Einwohner | 92   | 71   | 102  | 65   | 86   | 111  | 108  |

## Sehenswürdigkeiten
- Kirche Saint Julien et Sainte Basilisse romanischen Ursprungs

## Wirtschaft
Mouthoumet ist landwirtschaftlich geprägt, befindet sich aber auf einem wenig ertragreichen Landstrich, auf dem überwiegend Ziegen- und Schafzucht betrieben werden. Der hier produzierte Käse aus Ziegenmilch gehört zur geschützten Marke AOC Pélardon.